# Оберон (опера)
Оберон, или Заклетва краља вилењака, је романтична опера у три чина на енглеском језику уз говорни дијалог и музику Карла Марије фон Вебера. Либрето Џејмса Робинсона Планшеа заснован је на немачкој песми Оберон, Кристофа Мартина Виланда, која је и сама заснована на епском роману Хион из Бордоа (Huon de Bordeaux), француској средњовековној причи.
Насупрот лекарским саветима, Вебер је преузео пројекат који је наручио глумац - импресарио Чарлс Кембл, из финансијских разлога. Након што му је понуђен избор Фауста или Оберона за тему, отпутовао је у Лондон да заврши музику, учећи енглески да би могао боље да прати либрето, пре премијере опере. Међутим, притисак проба, друштвених ангажмана и стварања додатних нумера уништила му је здравље, и Вебер је умро у Лондону 5. јуна 1826.

## Историја извођења
Први пут је изведена у Ковент Гардену, Лондон, 12. априла 1826, са расподелом: Патон у улози Резије (првобитно Реизе), Вестрис као Фатима, Брахам као Хион, Бланд као Оберон; био је то тријумф са многим бисовима а продукција је често обнављана. Либрето је касније на немачки језик превео Теодор Хел, а управо у том немачком преводу се опера најчешће изводи. Иако је логично претпоставити да би немачки превод требало да има одобрење композитора - и да би на том језику била извршена ревизија - чуо га је само на енглеском, а на преводу није радио пре смрти.
Опера је убрзо постављена и у другим градовима: Лајпциг 1826, Даблин, Единбург и Беч 1827, Праг 1828, и Будимпешта 1829, са многим другим представама у западној Европи од 1830-их до 1860-их.
Вебер је био незадовољан структуром опере јер је продуцирана у Лондону и имао је намеру да ревидира дело по повратку у Немачку, али је умро у Лондону пре него што је започео рад на ревизији. Од тада су други композитори и либретисти ревидирали дело, посебно Франц Вилнер, Густав Малер (који је, припремајући нову верзију, преуредио неке од нумера и компоновао неку повезујућу музику на основу материјала из постојећих партитура) и романописац-композитор Ентони Берџес, који је написао нови либрето за Оберона и приредио увертиру за гитарски квартет. Франц Лист је направио аранжман увертире за соло клавир 1846. 
Прво извођење Оберона у Америци догодило се у Њујорку у Позоришту Парк 20. септембра 1826. Први пут је опера виђена у Паризу 1830. године у Италијанском позоришту (на немачком). Раскошна продукција монтирана је на француском језику у Théâtre Lyrique у Паризу 27. фебруара 1857. године, а водио је Адолф Делофр, а Ектор Берлиоз је похвалио.
У 20. веку, премијера у Метрополитен опери била је 28. децембра 1918. (са 13 представа до 1921) са Розом Понсел у улози Реизе, дириговао је Артур Боданцки, који је такође саставио рецитативе уместо оригиналног говорног дијалога. Опера је изведена на Салцбуршком фестивалу 1932. и 1934. под Бруно Валтером, 1950. на Холандском фестивалу са Монтоовим вођењем, на фестивалу у Фиренци 1952. под Стидријем и у Париској Опери 1953. са Клојтенсом. Иако је опера повремено била постављена у 20. веку, често је успешно изведена концертно.

## Улоге
| Улога                                     | Глас                     | Премијера, 12. април 1826 (диригент: Carl Maria von Weber) |
| ----------------------------------------- | ------------------------ | ---------------------------------------------------------- |
| Оберон, краљ вилењака                     | тенор                    | Charles Bland                                              |
| Пук                                       | мецосопран (en travesti) | Harriet Cawse                                              |
| Титанија                                  | нема                     | Smith                                                      |
| Резија, ћерка Харун ел Рашида             | сопран                   | Mary Ann Paton                                             |
| Фатима, Резијина слушкиња                 | мецосопран               | Lucia Elizabeth Bartolozzi-Vestris                         |
| Сер Хион од Бордоа                        | тенор                    | John Braham                                                |
| Шерасмин, Хионов пратилац                 | баритон                  | John Fawcett                                               |
| Две сирене                                | мецосопран               | Mary Ann Goward and ?                                      |
| Алманзор, туниски Емир                    | говор                    | Cooper                                                     |
| Рошана, Алманзарова жена                  | алт                      | Lacy                                                       |
| Хасан                                     | бас                      | J. Isaacs                                                  |
| Намоуна, Фатимина бака                    | говор                    | Davenport                                                  |
| Харун ел Рашид, багдадски калиф           | говор                    | Chapman                                                    |
| Бабекан, сараценски принц                 | говор                    | Baker                                                      |
| Абдалах, гусар                            | говор                    | Horrebow                                                   |
| Карло Велики                              | нем                      | Austin                                                     |
| Хамет                                     | говор                    | Evans                                                      |
| Амроу                                     | говор                    | Atkins                                                     |
| Хор: виле, даме, витезови, робови, сирене |                          |                                                            |

## Оркестрација
Опера је прављена за 2 флауте, 2 кларинета (у А), 2 обое, 2 фагота, 4 рога (у Д и А), 2 трубе (у Д), 3 тромбона (алто, тенор и бас), гудаче и тимпане. Подешавање кларинета, рогова и труба произлази из увертире. На пример, први чин почиње са рогом у Д. 

## Синопсис

### Први чин
Виле певају око успаваног Оберона у својој колиби. Пук улази и препричава Оберонову свађу са Титанијом, његовом краљицом, где се Оберон заклео да се неће помирити с њом док се не нађе пар људских љубавника који су били верни једно другоме кроз све опасности и искушења. Пук се потрудио да пронађе такве парове, али узалуд. Будећи се, Оберон проклиње непромишљени завет који је дао. Пук му говори да је цар Карло Велики наредио витезу сер Хиону да иде у Багдад, да убије човека с десне стране калифа, па да пољуби и ожени калифову ћерку. Оберон одлучује да ће му тај витез и принцеза помоћи у помирењу са својом краљицом. Хион и његов пратилац Шерасмин добијају чаробни рог да позову у помоћ Оберона ако им затреба. Позване су виле да поведу Хиона у његову мисију.
На обалама Тигра, принца Бабекана спасли су од лава Хион и Шерасмин. Бабекан је заправо заручник Резије, али када нападне Хиона и Шерасмина, они га пусте да побегне. Затим, Намоуна, старица каже Хиону да ће се Резија венчати сутрадан.
У палати Харуна ел Рашида Резија поверава својој слушкињи да ће се удати за витеза само у својој визији, а како Фатима најављује долазак Хиона, две жене се радују ишчекивању. 

### Други чин
У сјајном двору Харуна ел Рашида хор пева хвале свом владару. Резија је доведена на венчање са принцом Бабеканом, који је седео са десне стране калифа, али Хион и Шерасмин су упали, убили Бабекана и побегли с принцезом и Фатимом. Брод ће их одвести у Грчку. Два пара изражавају своју љубав док одлазе.
Пук позива духове елемената да униште Хионов брод. Хион и Резија преживљавају и он иде у потрагу за преживелима док она пева о бесу и претњама мора. На крају своје арије она примети брод који се приближава и сигнализира о томе. Али то је гусарски брод и Абдалах и његова посада отимају Резију. Хион је покушава спасити, али је рањен; успева да се огласи звуком чаробног рога и појави се Оберон. Оберон говори Пуку да одведе Хиона у Тунис, у Ибрахимову кућу. Сирене певају срећно над несвесним принцом.

### Трећи чин
У врту Емирове куће у Тунису Фатима пева о својој судбини као роба. Она и Шерасмин су сада венчани и певају о свом детињству. Пук чини да се Хион појави, а након што му Фатима каже да је Резија у харему, планирају њен спас.
У харему Алманзора, Резија оплакује своју судбину и успева да пошаље поруку Хиону који креће да је ослободи. Међутим, случајно наилази на Рошану, Емирову жену, која покушава наговорити Хиона да убије Алманзора и ожени је. Он одбија, али Емир их открива и осуђује Хиона на смрт на ломачи. Резија моли Емира да опрости Хиону, али Емир то одбија и наређује да се заједно спале. Шерасмин позива Оберона дувајући у чаробни рог. Емирови робови почињу да плешу, а након другог позива рогом појављују се Оберон и Титанија. Тунишани беже, љубавници су превезени на двор Карла Великог, а Хион је помилован.

## Музика и запажене арије
Упоређујући неконвенционални заплет и структуру Оберона саЧаробном фрулом, Кобе тврди да је "Оберон музички довољно јак да има своје заслуге". Грове напомиње да је упркос „неумањеној страхоти“ либрета, Вебер успео да пружи музичку карактеризацију главним ликовима; пажљива понављајућа употреба мотива позива рогом помаже да се створи утисак повезивања дела. Бајковите нити опере дате су у нежној, лепо оркестрираној музици која често наводи на Менделсонову бајковиту музику. Заиста, Менделсон је навео тему силазног опсега из финала Другог чина ("Hark, the mermaids") у сопственој увертири у Сну летње ноћи. Није јасно да ли је Менделсон планирао читаву своју увертиру као почаст Веберу.
Најпознатије нумере су увертира (одломке које наводи Берлиоз у свом Трактату о инструментацији) заснована на темама из опере, укључујући чаробни позив рогом, који се редовно свира у концертној дворани, и Реизину сопранску арију Океан, ти моћно чудовиште (Ozean, du Ungeheuer).

## Снимци
- Прво комерцијално снимање било је на немачком језику, а извео га је Рафаел Кубелик, у коме су глумици били Биргит Нилсон као Реиза и Пласидо Доминго као сир Хион из Бордоа (Deutsche Grammophon Cat. # Ј306, Симфонијски оркестар баварског радија, Херкулесал, Минхен, 1970, студијско снимање.) [тражи се извор] Било је и неколико других снимака, попут оних Џејмса Конлона (Малерова верзија) за ЕМИ, Марека Јановског за РЦА и сер Џона Елиота Гардинера за Филипс. [тражи се извор]